# 太陽極大期

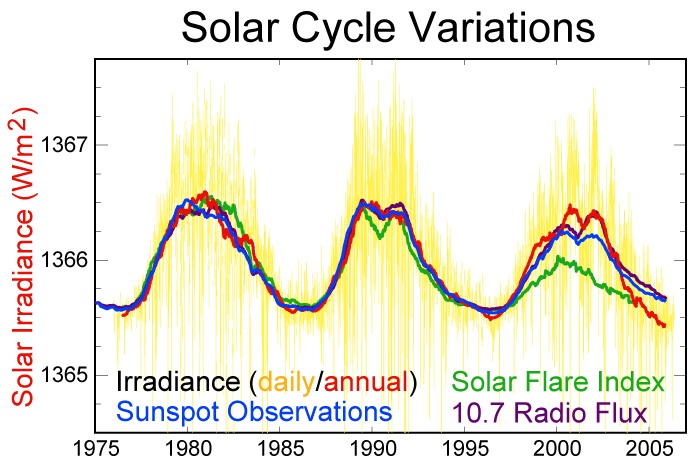
最近の太陽周期

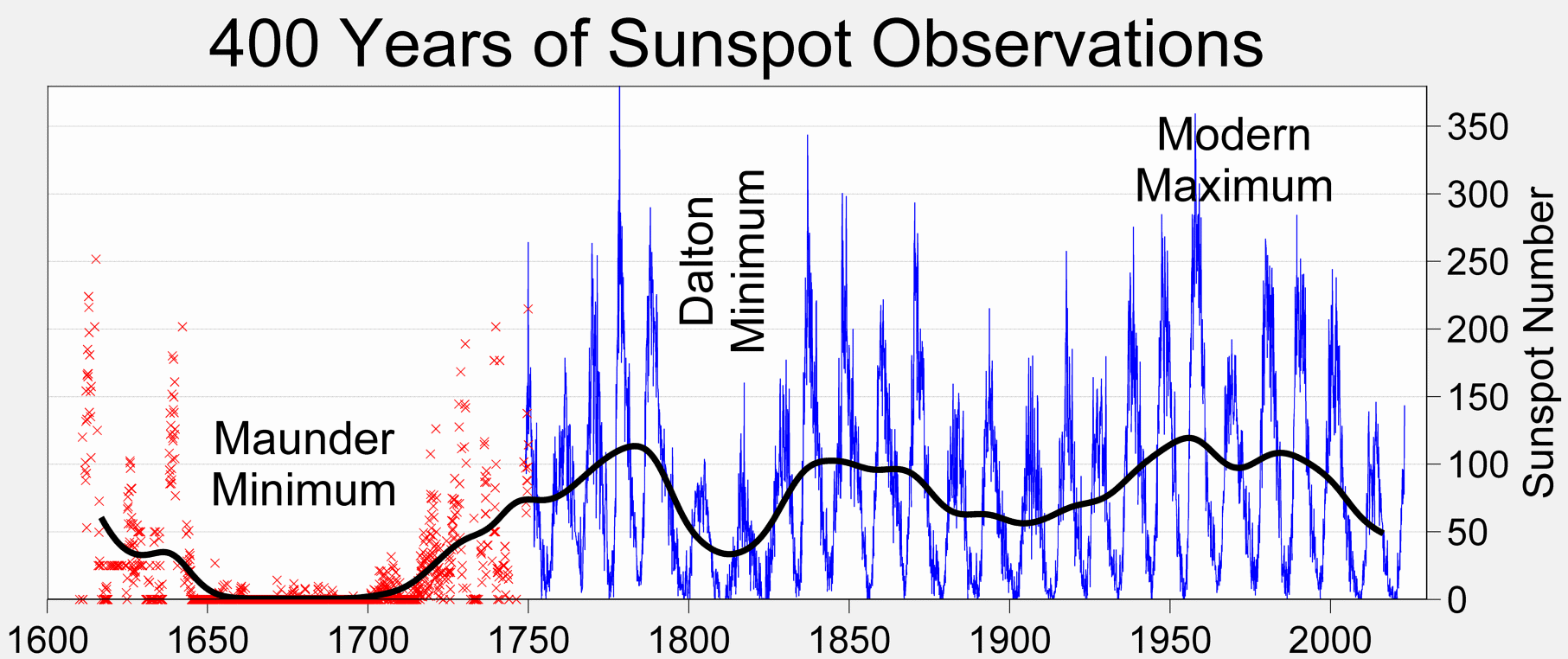
最近400年間のウォルフ黒点相対数

太陽極大期（たいようきょくだいき、Solar maximum）は、11年ごとの太陽周期において、太陽活動が極大になる時期である。なお、これとは反対に太陽活動が極小になる時期は太陽極小期と呼ばれる。
ある極大期から次の極大期までの太陽周期はばらつきがあり、平均するとだいたい11年だが、一般に9年から14年程度まで変動する。極大期の間は、多くの太陽黒点が現れ、太陽放射は通常より約0.1%強くなる。太陽からのエネルギーの増加は、地球環境に多大な影響を及し、最近の研究では、地域の気象パターンとの相関も示唆されている。また極大期には、太陽の赤道が極よりも速く自転することに由来する磁力線の歪みは、最も大きくなる。
極大期には、大きな太陽フレアがしばしば発生する。例えば、1859年の太陽嵐は、オーロラが北緯約42°のローマで見られるほどであった。

## 予測
未来の太陽極大期の時期と強さの予測は非常に難しい。2000年の次の極大期について、2006年にアメリカ航空宇宙局は、1958年以来最も強い極大期が2010年か2011年に来ると予測した。しかし2012年には、極大期の到来は2013年秋頃で、1906年以来最も弱い極大期になると予測された。その後、通常の極大期より太陽活動は低調に推移し、実際に到来したのは当初の予測（11年周期）よりだいぶ遅れて2014年4月頃であった。
次の極大期は2020年時点で、2025年7月下旬と予測されている。